# Tony André Hansen
Tony André Hansen (Sandefjord, 23 de fevereiro de 1979) é um cavaleiro norueguês. Nos Jogos Olímpicos de Verão de 2008, Hansen e seus companheiros de equipe Morten Djupvik, Stein Endresen e Geir Gulliksen haviam conquistado a medalha de bronze na prova de saltos. Dias depois, o teste anti-doping realizado no cavalo de Hansen, Camiro, detectou a presença de Capsaicina, uma substância proibida. Assim, ele e toda a sua equipe foram desclassificados. A medalha de bronze foi herdada pela equipe da Suíça.